# Un delitto poco comune
Un delitto poco comune è un film del 1988 diretto da Ruggero Deodato.

## Trama
Lo stesso giorno in cui il trentacinquenne pianista Robert Dominici riporta un grande successo con la sua esibizione, a Perugia viene uccisa una dottoressa. Poco tempo dopo anche la sua giovane fidanzata, Susanna, viene assassinata nella notte che l'ha vista tradire l'uomo con Davide, sul quale si appuntano inizialmente i sospetti dell'ispettore Datti. Il poliziotto riceve poi una telefonata in cui l'assassino lo minaccia di colpire sua figlia Gloria.
Dominici intanto, sconvolto per la fine violenta di Susanna, si abbandona all'amore con Hélène, che rimane incinta. Dominici trascorre un periodo apatico dalla madre a Venezia e successivamente, in una stazione di servizio lungo l'autostrada, aggredisce con violenza un uomo che aveva scherzato quando lo aveva visto specchiarsi e notare la caduta dei primi capelli. Al pianista, ricoverato, viene diagnosticata la progeria, rara malattia che causa un rapido invecchiamento precoce. Lo stesso Dominici aveva ucciso la sua dottoressa quando era stato da lei informato del morbo contratto.
Entrato in una spirale di rabbia, follia e frustrazione, Robert, dopo aver assassinato Susanna, tenta di eliminare Hélène (che lo crede a New York), uccide la prostituta veneziana Laura (sua vecchia conoscenza) e una giovane poliziotta, attirata in un parco per sfidare ma al tempo stesso aiutare l'ispettore Datti a fermarlo. Questi brancola nel buio: pur essendosi convinto che Dominici sia l'assassino, non comprende come gli indizi indichino ogni volta un colpevole con età diversa. Quando infine giunge alla verità riesce a evitare che il pianista, ormai moribondo, uccida anche Hélène per impedire al bambino di nascere e contrarre la sua stessa malattia.

## Produzione
Le riprese si svolsero dal 10 agosto 1987 al settembre dello stesso anno.
Gli interni furono realizzati negli studi Empire a Roma, mentre le riprese degli esterni sono state effettuate a Perugia (città in cui il film è ambientato) ed altre a Roma, nell'Alto Adige ed a Venezia; la chiesa veneziana in cui Dominici si confessa è quella di Santa Maria del Giglio.

## Distribuzione
Il film venne distribuito nel circuito cinematografico italiano l'11 marzo del 1988.

### Titoli stranieri
Negli Stati Uniti il film è stato distribuito con il titolo Phantom Of Death, in Francia come Le tueur de la pleine lune, in Germania con quello di Off Balance - Der Tod wartet in Venedig.